# Обстріли Кременчука
Обстріли Кременчука — серія ракетних ударів, здійснених російськими військами по місту Кременчук Полтавської області під час російського вторгнення в Україну 2022 року.

## Хронологія

### 2022

#### 2 квітня
2 квітня 2022 року після опівночі російські окупанти обстріляли міста Полтава та Кременчук. Згодом голова Полтавської ОВА Дмитро Лунін повідомив, що в Кременчуці обстрілів зазнав нафтопереробний завод, інфраструктуру якого було знищено.
3 квітня пожежу, спричинену обстрілами заводу, було ліквідовано рятувальниками. Унаслідок пожежі декілька людей зазнали опіків.

#### 24 квітня
Увечері 24 квітня під час Великодня місто зазнало нових обстрілів: 9 ракет влучили у теплоелектроцентраль і  нафтопереробний завод. Загинула одна людина, семеро зазнали поранень. На ранок 25 квітня пожежу на НПЗ вдалося ліквідувати. Унаслідок руйнувань ТЕЦ близько 180 тисяч мешканців міста залишилися без гарячої води.

#### 12 травня
Надвечі 12 травня російські війська завдали ударів по інфраструктурі міста. Противник застосував 12 крилатих ракет типу Х-22, дві з яких вдалося збити з ПЗРК «Стінгер». Більшість ракет поцілили по нафтопереробному заводу. Одна ракета вагою 500 кілограмів упала поблизу житлових будинків, але не здетонувала. 14 травня її знешкодила ДСНС шляхом контрольованого підриву на спеціальному полігоні поза межами населених пунктів.

#### 18 червня
18 червня вранці російські війська запустили вісім ракет по Кременчуку. За даними очільника Полтавської ОВА Дмитра Луніна, 6 ракет ударили по Кременчуцькому нафтопереробному заводу та дві ракети – по ТЕЦ. Постраждалих не було.

#### 27 червня

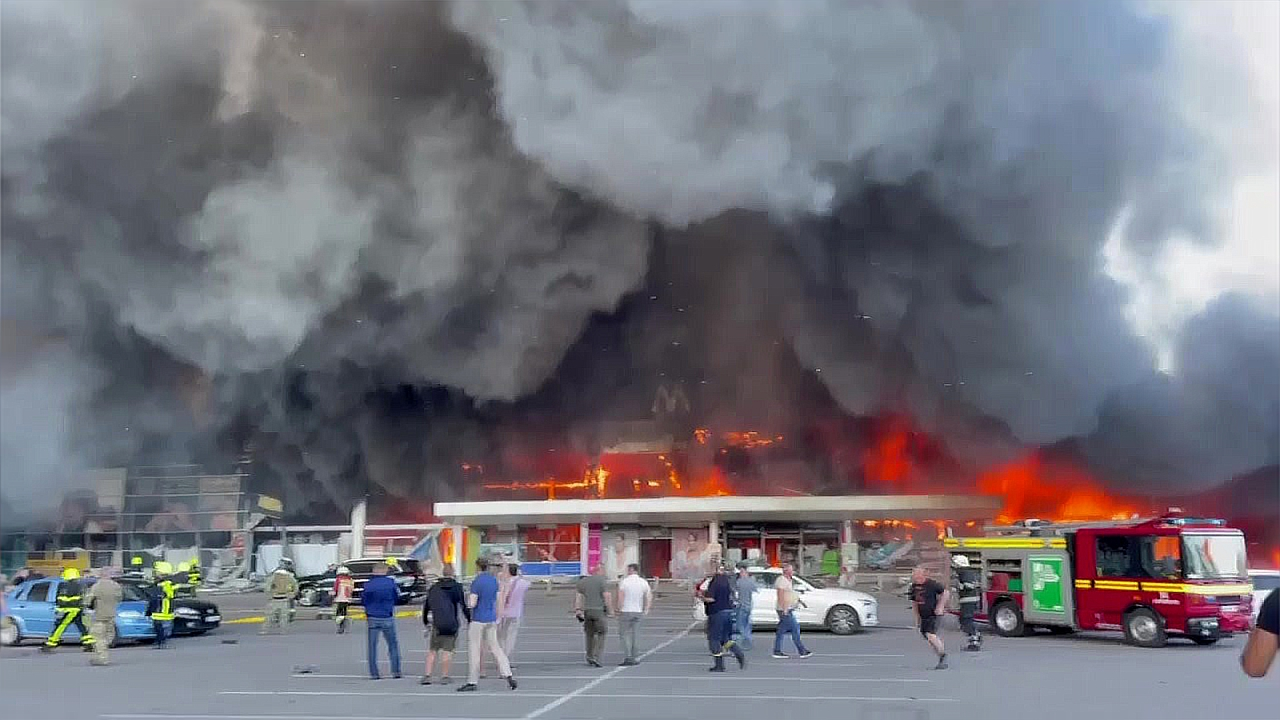
Пожежа в ТЦ після ракетної атаки

27 червня російські війська завдали ракетного удару по торговельному центру «Амстор» у місті. 22 людей загинуло і 66 отримало поранення.
ПКС Росії здійснили запуск ракети Х-22 з літака Ту-22М3 з курського напрямку.

### 2023

#### 27 червня
Близько 12.00 за 5-6 кілометрів від Кременчука у дачному кооперативі впала Х-22. В результаті було травмовано одну дитину.

### 2025

#### 15 червня
Вночі була здійснена масована атака на місто. Понад 30 обстрілів з різними типами ракет.